# Shin Megami Tensei: Nine
Shin Megami Tensei: Nine (真・女神転生 NINE?  "Den sanna gudinnans återfödelse: Nio") är ett datorrollspel som utvecklades och gavs ut av Atlus till Xbox den 5 december 2002 i Japan. Det utspelar sig "år 202X", dels i Tokyo och dels i en virtuell verklighet baserad på 1990-talets Tokyo. Spelaren tar rollen som "debuggern" Kei Azuma, och har som mål att stoppa en demoninvasion i den virtuella verkligheten.
Bland den personal som arbetade på spelet fanns producenten Cozy Okada, regissören och figurdesignern Kazuma Kaneko, figurdesignern Yasuomi Umetsu och kompositörerna Masaki Kurokawa och Takahiro Ogata. Spelet planerades ursprungligen vara ett online-spel, men på grund av problem under utvecklingen delades det upp i en fristående offline-version och en online-version; offline-versionen gavs ut, men utvecklingen av online-versionen avbröts.

## Spelupplägg och miljö
Shin Megami Tensei: Nine är ett datorrollspel. Det utspelar sig "år 202X" i Tokyo och i den virtuella verkligheten Idea Space, som  baseras på 1990-talets Tokyo. Huvudpersonen är Kei Azuma (アズマ ケイ Azuma Kei?), en "debugger" som försöker stoppa en demoninvasion i Idea Space.
Spelaren kan vandra omkring i spelvärlden, och kan förflytta sig mellan olika distrikt genom en meny. Spelets strider utspelar sig i realtid. Spelaren kan frambesvärja demoner; antalet demoner de kan frambesvärja beror på spelarens och demonens "kilodevil"-värden. Exempelvis kan en spelare med 100 kilodevil frambesvärja två exemplar av en demon på 50 kilodevil. Spelaren kan komprimera sina demoner genom att besöka en plats som kallas Cathedral of Shadows, vilket halverar deras kilodevil-värden och därmed tillåter spelaren att frambesvärja fler av dem.

## Utveckling
Spelet utvecklades av Atlus. Det producerades av Cozy Okada och regisserades av Kazuma Kaneko. Kaneko arbetade även med designen av demonerna i spelet, medan Yasuomi Umetsu designade övriga figurer. Musiken komponerades och arrangerades av Masaki Kurokawa och Takahiro Ogata.
Shin Megami Tensei: Nine tillkännagavs i juni 2002 på en Xbox-konferens. Det planerades ursprungligen att vara ett online-spel, men i augusti 2002 tillkännagav Atlus att de skulle dela upp spelet i två delar: en fristående offline-version, och en online-version. Anledningen till detta var att utvecklingsteamet inte hade tillräckligt med tid för att integrera alla online-funktioner som de ville ha med i spelet, och för att företaget inte ville skjuta upp spelets lansering. Offline-versionen av spelet gavs ut av Atlus till Xbox den 5 december 2002 i Japan. Atlus hade även planerat att lansera online-versionen år 2002 till Xbox, men avbröt utvecklingen tillfälligt på grund av höga kostnader kring att utveckla online-spel, och sköt upp lanseringen till 2003. I augusti 2003 tillkännagav de att de inte längre hade planer på att ge ut online-versionen till Xbox, på grund av problem med utvecklingen och med lönsamheten för online-spel. De sade dock att de fortfarande planerade utveckla en online-version till persondatorer på grund av bredbandsinfrastrukturen och hur stor publiken för onlinespel på persondatorer var.

## Musik
| 1.           | Shin Megami Tensei Nine Concept Music | 1:20  |
| 2.           | Name Entry                            | 1:32  |
| 3.           | Shinjuku                              | 2:16  |
| 4.           | Panic                                 | 1:40  |
| 5.           | Boss System Battle                    | 2:07  |
| 6.           | Shop                                  | 1:54  |
| 7.           | Heretic Mansion                       | 1:51  |
| 8.           | Kichijouji 1                          | 1:42  |
| 9.           | RTS                                   | 2:23  |
| 10.          | Kichijouji 2                          | 1:44  |
| 11.          | Battle (N Law)                        | 1:05  |
| 12.          | Harajuku                              | 1:43  |
| 13.          | Battle (D Neutral)                    | 1:31  |
| 14.          | Akihabara                             | 1:45  |
| 15.          | Akiba Arena                           | 1:13  |
| 16.          | Ikebukuro                             | 1:39  |
| 17.          | Battle (D Law)                        | 2:06  |
| 18.          | Roppongi                              | 2:18  |
| 19.          | Underground Shopping Center           | 1:02  |
| 20.          | Battle (L Neutral)                    | 1:40  |
| 21.          | Shinagawa                             | 1:48  |
| 22.          | Mesia Cathedral                       | 1:40  |
| 23.          | Battle (L Chaos)                      | 1:46  |
| 24.          | Ueno                                  | 1:55  |
| 25.          | Battle (D Chaos)                      | 1:24  |
| 26.          | Gaia Virtual Space                    | 1:27  |
| 27.          | Shibuya                               | 1:32  |
| 28.          | Shibuya 1009                          | 1:36  |
| 29.          | Last Boss Battle                      | 2:13  |
| 30.          | Staff Roll                            | 10:58 |
| Total längd: | Total längd:                          | 60:50 |

## Mottagande
| Mottagande      | Mottagande         |
| Recensionsbetyg | Recensionsbetyg    |
| Publikation     | Betyg              |
| --------------- | ------------------ |
| Famitsu         | 31/40 (9, 8, 7, 7) |

Den japanska speltidningen Famitsu gav spelet betyget 31/40 i deras recension, med delbetygen 9, 8, 7 och 7. Spelet var årets 261:e bäst säljande datorspel i Japan under sitt debutår 2002, med 38 108 sålda exemplar.